# Roger Ducos
Pierre Roger Ducos (Montfort-en-Chalosse (Aquitània), 25 de juliol del 1747 - Ulm, 16 de març de 1816), més conegut com a Roger Ducos, va ser un polític durant la Revolució francesa i el Primer Imperi francès, un dels membres de la Convenció Nacional i del Directori francès.

## Durant la Revolució
Nascut a Montfort-en-Chalosse, Aquitània, va ser elegit diputat a la Convenció pel departament de les Landes. No tenia una posició política ben definida. Va votar a favor de la mort del rei Louis XVI.
Ducos va ser membre del Consell dels 500 i presidí el Directori quan hi va haver el cop del 18è de Fructidor (1797). Finalment esdevingué jutge de pau, però després del cop d'estat reprimit pel general Barthélemy Catherine Joubert (18 de juny de 1799), va ser nomenat membre de l'executiu del Directori, gràcies a la influència de Paul François Jean Nicolas, vescomte de Barras.

## Consolat, Imperi i exili
El 9 de novembre de 1799, Ducos acceptà el coup d'état de Napoleon Bonaparte i va ser un dels tres cònsols (amb Napoleó i Emmanuel-Joseph Sieyès). Esdevingué vicepresident del Senat francès amb l'arribada d'una fórmula estable de Consolat.
Va rebre molts honors durant l'Imperi, però el 1814 ell abandonà Napoleó, i votà perquè fos depost. Intentà guanyar el favor del govern de la restauració borbònica, però el 1816 es va haver d'exiliar per la llei respecte als regicides. Morí el març de 1816 prop d'Ulm, en un accident de carruatge.